# Lézat-sur-Lèze
Lézat-sur-Lèze è un comune francese di 2 348 abitanti situato nel dipartimento dell'Ariège nella regione dell'Occitania.

## Società

### Evoluzione demografica
Abitanti censiti